# Eimeria meleagridis
Espèce
Eimeria meleagridis est une espèce de protozoaires du genre Eimeria, causant la coccidiose chez les dindes.
Elle a été pour la première fois identifiée par E.E. Tyzzer en 1929.